# Kedungdowo (Andong)
Kedungdowo is een bestuurslaag in het regentschap Boyolali van de provincie Midden-Java, Indonesië. Kedungdowo telt 2612 inwoners (volkstelling 2010).